# Orsa Spelmän
Orsa Spelmän é um sexteto de música folclórica de Orsa na Suécia, fundado em 1987. Benny Andersson, um ex-membro dos ABBA, é um membro fundador deste grupo folclórico, no qual são membros permanentes Nicke Göthe, Larsåke Leksell, Leif Göras e Kalle Moraeus e os seus dois irmãos Perra e Olle.

O seu repertório inclui música folclórica, música clássica e melodias dos ABBA.
Em 2006, o membro Kalle Moraeus recebeu o prémio anual do artista Povel Ramel, o Karamellodiktstipendium.

## Membros da banda
- Nils-Erik "Nicke" Göthe - violino, acordeão e guitarra;
- Larsåke Leksell - acordeão e sintetizador;
- Leif Göras - violino;
- Per-Erik "Perra" Moraeus - violino, clarinete, saxofone, Spilåpipa (instrumento musical sueco de folclore) e flauta.
- Olle Moraeus - violino;
- Kalle Moraeus - violino, guitarra, composição musical, contrabaixo e outros instrumentos de cordas.

### Membro associado e fundador
- Benny Andersson - sintetizador e acordeão

## Discografia

### Álbuns
- 1988 - Orsa spelmän
- 1990 - Fiolen min
- 1998 - Ödra
- 2006 - Orsa nästa

### Contribuíram nos Álbuns
Benny Andersson
- 1987 - Klinga mina klockor
- 1989 - November 1989

Benny Anderssons Orkester (Orquestra de Benny Andersson)
- 2001 - Benny Anderssons Orkester
- 2004 - BAO!
- 2006 - BAO på turné
- 2007 - BAO 3